# Endomorphisme autoadjoint
En mathématiques et plus précisément en algèbre linéaire, un endomorphisme autoadjoint ou opérateur hermitien est un endomorphisme d'espace de Hilbert qui est son propre adjoint (sur un espace de Hilbert réel on dit aussi endomorphisme symétrique). Le prototype d'espace de Hilbert est un espace euclidien, c'est-à-dire un espace vectoriel sur le corps des réels, de dimension finie, et muni d'un produit scalaire. L'analogue sur le corps des complexes s'appelle un espace hermitien. Sur ces espaces de Hilbert de dimension finie, un endomorphisme autoadjoint est diagonalisable dans une certaine base orthonormale et ses valeurs propres (même dans le cas complexe) sont réelles. Les applications des propriétés structurelles d'un endomorphisme autoadjoint (donc de sa forme quadratique associée) sont nombreuses.

## Définition
Définition — 
Soit {\displaystyle (H\,,\,(\,|\,)\,)} un espace de Hilbert (réel ou complexe). Une application {\displaystyle a:H\to H} est dite autoadjointe si elle vérifie :
Une telle application admet donc un adjoint {\displaystyle a^{*}} (égal à {\displaystyle a\,}), si bien que c'est un endomorphisme de H : elle est automatiquement linéaire et (même si H est de dimension infinie) continue. On peut donc reformuler la définition en : un endomorphisme autoadjoint (ou « opérateur hermitien ») de H est un endomorphisme égal à son adjoint.

## Propriétés

### Forme bilinéaire symétrique (resp. forme hermitienne) associée
Par le théorème de représentation de Riesz, il existe un isomorphisme de {\displaystyle {\mathcal {L}}(H)} dans l'ensemble des formes bilinéaires (ou des formes sesquilinéaires dans le cas complexe) continues. Cette bijection, qu'ici nous noterons Φ, associe à l'endomorphisme a la forme Φa définie par :
Forme associée à un autoadjoint — 
La forme bilinéaire (resp. sesquilinéaire) Φa est symétrique (resp. hermitienne) si et seulement si a est autoadjoint.
Remarque sur les formes quadratiques. Par restriction de Φ, les endomorphismes autoadjoints sont donc en bijection avec les formes bilinéaires symétriques (resp. les formes hermitiennes). Or ces dernières sont elles-mêmes en bijection avec les formes quadratiques (voir l'article Identité de polarisation). La composée de ces deux bijections associe à tout endomorphisme autoadjoint a la forme quadratique
{\displaystyle x\mapsto (a(x)\,|\,x)=(x\,|\,a(x))}.
En résumé, si deux endomorphismes autoadjoints ont même forme quadratique associée alors ils sont égaux.
L'isomorphisme Φ permet d'ajouter deux définitions :
Endomorphisme positif et défini positif — 
Un endomorphisme autoadjoint a est dit positif (resp. défini positif) si et seulement si Φa l'est.
Par exemple pour tout endomorphisme a, l'endomorphisme autoadjoint a∘a* est toujours positif, et il est défini positif si et seulement si a est injectif.

### Dimension finie
Ici, H désigne un Hilbert de dimension finie n. Une matrice carrée à coefficients complexes est appelée matrice autoadjointe (ou hermitienne) si elle est égale à sa matrice adjointe. Dans le cas où ses coefficients sont réels, cela équivaut à dire que c'est une matrice symétrique.
La caractérisation suivante est immédiate mais très utile :
Matrice d'un endomorphisme autoadjoint — 
Un endomorphisme d'un espace euclidien ou hermitien est autoadjoint si et seulement s'il existe une base orthonormale dans laquelle sa matrice est autoadjointe. De plus, lorsque c'est le cas pour une base orthonormale, ça l'est pour toutes.
La structure d'un endomorphisme autoadjoint en dimension finie (ou, ce qui revient au même, d'une matrice autoadjointe) est simple (ce théorème spectral se généralise en dimension infinie dans le cas d'un opérateur normal compact) :
Diagonalisation d'un endomorphisme autoadjoint et d'une matrice autoadjointe — 
- Un endomorphisme d'un espace euclidien ou hermitien est autoadjoint si et seulement s'il existe une base orthonormale de vecteurs propres, avec valeurs propres toutes réelles.
- Une matrice carrée complexe A est autoadjointe si et seulement s'il existe une matrice unitaire U telle que U.A.U-1 soit diagonale et réelle.
- Une matrice carrée réelle A est symétrique si et seulement s'il existe une matrice orthogonale P telle que P.A.P-1 soit diagonale et réelle.

Par exemple une projection est autoadjointe si et seulement si c'est une projection orthogonale et il en est de même pour une symétrie.
La diagonalisation ci-dessus se reformule en termes de forme quadratique :
Orthogonalisation simultanée d'une forme quadratique et d'un produit scalaire — 
Soient H un espace euclidien ou hermitien et Ψ une forme bilinéaire symétrique (resp. une forme hermitienne) sur H. Alors il existe une base orthonormale de H qui est orthogonale pour Ψ, c'est-à-dire dans laquelle la matrice associée à Ψ est diagonale. De plus, les coefficients de cette matrice sont tous réels.

### Norme et rayon spectral
Tout opérateur normal (en particulier tout opérateur autoadjoint) sur un espace de Hilbert a un rayon spectral égal à sa norme d'opérateur. Dans le cas particulier où la dimension est finie, le rayon spectral est le plus grand des modules des valeurs propres, et la preuve est élémentaire. (Pour ces preuves, voir l'article détaillé « Opérateur normal »).
Si A est autoadjoint alors {\displaystyle \|A\|=\sup _{\|h\|=1}\left|\langle A(h)\mid h\rangle \right|}.

### Décomposition en autoadjoints et antiautoadjoints
Une application a de H dans H est appelée endomorphisme antiautoadjoint ou antihermitien (dans le cas réel on dit aussi antisymétrique) si –a est adjoint de a. Les endomorphismes autoadjoints et antiautoadjoints forment, dans ℒ(H), deux sous-espaces vectoriels réels supplémentaires.

## Applications
En mathématiques, la structure des endomorphismes autoadjoints permet de résoudre des équations différentielles linéaires, de trouver une base orthogonale pour deux formes quadratiques si l'une est définie positive ou de classifier les quadriques. En physique, elle est utilisée pour résoudre de nombreuses équations aux dérivées partielles comme celle de la corde vibrante ou exprimer le moment d'inertie d'un solide. Elle permet en statistique d'établir la méthode des moindres carrés ou d'étudier un échantillon à l'aide de l'analyse en composantes principales. Enfin de nombreuses méthodes de calcul numérique se fondent sur cette propriété. Ces applications sont traitées dans l'article théorème spectral.
Le cas de la dimension infinie est du domaine de l'analyse fonctionnelle.

## Dans la culture populaire
Dans Le hasard, l'Imprévu, Ivar Ekeland à propos de la critique de la théorie des catastrophes de René Thom cite cette boutade du mathématicien argentin Hector José Sussmann : « En mathématiques, les noms sont arbitraires. Libre à chacun d'appeler un opérateur auto-adjoint un "éléphant" et une décomposition spectrale une "trompe". On peut alors démontrer un théorème suivant lequel "tout éléphant a une trompe". Mais on n'a pas le droit de laisser croire que ce résultat a quelque chose à voir avec de gros animaux gris. »